# Ipuć (osiedle)
Ipuć (biał. Іпуць; ros. Ипуть, Iput´) – osiedle na Białorusi, w obwodzie homelskim, w rejonie homelskim, w sielsowiecie Ułukauje, w pobliżu Ipuci. Od zachodu graniczy z Homlem.
Znajduje tu się stacja kolejowa Ipuć, położona na wschodniej obwodnicy kolejowej Homla.